# 魔訶責経
『魔訶責経』（まかしゃくきょう、巴: Māratajjanīya-sutta, マーラタッジャニーヤ・スッタ）とは、パーリ仏典経蔵中部に収録されている第50経。『降魔経』（こうまきょう）とも。
類似の伝統漢訳経典としては、『中阿含経』（大正蔵26）の第131経「降魔経」や、『魔嬈乱経』（大正蔵66）、『弊魔試目連経』（大正蔵67）がある。
モッガラーナ（目連）が、自身の前世に言及しながら、悪魔パーピマンを諭していく。

## 構成

### 登場人物
- モッガラーナ（目連）
- パーピマン - 悪魔

### 場面設定
ある時、モッガラーナがバッガ国スンスマーラギラのベーサカラー林の鹿野園で経行していると、悪魔パーピマンが彼の中に入り込んだ。
モッガラーナは、自身の前世がドーシンという悪魔であり、パーピマンの伯父であると明かしつつ、パーピマンを諭していく。

## 日本語訳
- 『南伝大蔵経・経蔵・中部経典2』（第10巻） 大蔵出版
- 『パーリ仏典 中部（マッジマニカーヤ）根本五十経篇II』 片山一良訳 大蔵出版
- 『原始仏典 中部経典2』（第5巻） 中村元監修 春秋社